# Rain Dogs
Rain Dogs är ett album av Tom Waits, utgivet 1985. Skivomslagets foto är taget av den svenske fotografen Anders Petersen ur boken Cafe Lehmitz.

## Låtlista
Låtarna skrivna av Tom Waits, där inget annat namn anges.
1. "Singapore" - 2:46
2. "Clap Hands" - 3:47
3. "Cemetery Polka" - 1:51
4. "Jockey Full of Bourbon" - 2:45
5. "Tango Till They're Sore" - 2:49
6. "Big Black Mariah" - 2:44
7. "Diamonds & Gold" - 2:31
8. "Hang Down Your Head" (Kathleen Brennan/Tom Waits) - 2:32
9. "Time" - 3:55
10. "Rain Dogs" - 2:56
11. "Midtown" - 1:00
12. "9th & Hennepin" - 1:58
13. "Gun Street Girl" - 4:37
14. "Union Square" - 2:24
15. "Blind Love" - 4:18
16. "Walking Spanish" - 3:05
17. "Downtown Train" - 3:53
18. "Bride of Rain Dog" - 1:07
19. "Anywhere I Lay My Head" - 2:48